# Museo de Sitio Uxmal
El Museo de Sitio de Uxmal se localiza en la zona arqueológica de Uxmal. Este museo cuenta con piezas encontradas en el sitio, cuenta con 3 salas de exhibición: Medio ambiente y estilo arquitectónico, Desarrollo histórico, y Esculturas.
Entre sus colecciones se encuentran piezas de la vida cotidiana y ceremonial de los pobladores de Uxmal y de la región de Puuc, un acercamiento al desarrollo de las matemáticas y escritura que se tuvo en la zona.